# Зиновьев, Кирилл Валерьевич
Кири́лл Вале́рьевич Зино́вьев (22 февраля 1979, Усть-Каменогорск, Восточно-Казахстанская область, Казахская ССР, СССР) — казахстанский хоккеист, вратарь клубов главных казахстанских лиг и сборной Казахстана. Мастер спорта Республики Казахстан международного класса.

## Биография
Воспитанник усть-каменогоского хоккея. С 1998 года выступал за усть-каменогорское «Торпедо», игравшее в первой (третьей по значению) лиге открытого чемпионата России. В 1999—2002 годах был вратарём российских клубов высшей (второй по значению) лиги — альметьевского «Нефтяника» и кирово-чепецкой «Олимпии».
В 2002 году вернулся в Усть-Каменогорск, команда которого, получившая название «Казцинк-Торпедо», также выступала в высшей лиге российского чемпионата. В независимом чемпионате Казахстана в составе этого клуба дважды становился чемпионом страны (сезоны 2003/2004 и 2004/2005).
Позже играл в «Барысе» из Астаны и карагандинской «Сарыарке».
В составе сборной Казахстана стал победителем первого дивизиона чемпионата мира 2003 года (группа А), проходившего в Будапеште (Венгрия), что вывело сборную в высший дивизион чемпионатов мира. Был в составе сборной Казахстана на Зимних Олимпийских играх 2006 года, проходивших в Турине (Италия).
Также в составе сборной Казахстана участвовал в Зимних Азиатских играх 1999 года, проходивших в Канвондо (Южная Корея), и 2003 года, проходивших в Аомори (Япония).

## Достижения
- Чемпион Зимних Азиатских игр 1999.
- Чемпион Высшей лиги чемпионата России 1999/2000.
- Серебряный призёр Зимних Азиатских игр 2003.
- Чемпион Казахстана 2003/2004[англ.].
- Чемпион Казахстана 2004/2005[англ.].